# Dagmar Godowsky
Pour les articles homonymes, voir Godowsky.

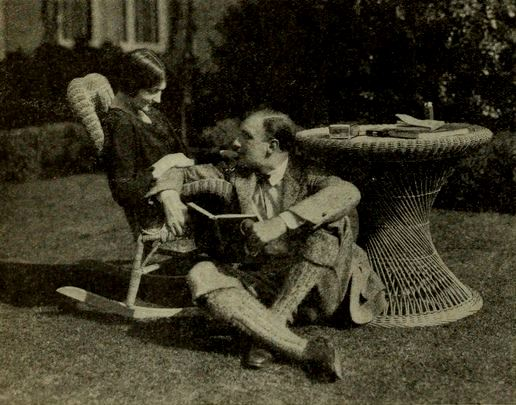
En 1922, avec Frank Mayo.

Dagmar Godowsky, née Mercedes Dagmar Godowsky le 24 novembre 1897 à Chicago, et morte le 13 février 1975 à New York, est une actrice américaine du cinéma muet.

## Biographie
Mercedes Dagmar Godowsky est née à Chicago, Illinois, le 24 novembre 1897, fille du pianiste polonais Leopold Godowsky, d'origine juive, et de Frederica "Frieda" Saxe, d'origine anglaise,, bien qu'elle a affirmé plus tard qu'elle était née à Vilna, Empire russe, dans son autobiographie, First Person Plural. Elle avait une sœur aînée, Vanita Hedwig (1892–1961), et deux jeunes frères, Léopold Godowsky Jr. et Gutram (1905–1932).
Sa courte carrière cinématographique à Hollywood a duré de 1919 à 1926. Dagmar Godowsky fut l'épouse de l'acteur Frank Mayo de 1921 à 1928.
Godowsky mourut à l'hôpital Lenox Hill de Manhattan le 13 février 1975, jour anniversaire de la naissance de son père. Elle repose au cimetière Mount Hope à Westchester, New York. Elle laissa dans le deuil son frère Léopold, marié à Frances Gershwin, sœur du compositeur George Gershwin.

## Filmographie  partielle
- 1919 : La Lanterne rouge (The Red Lantern) d'Albert Capellani
- 1920 : L'Obstacle (Hitchin' Posts) de John Ford : Octoroon
- 1922 : Haine et Amour (The Strangers' Banquet) de Marshall Neilan : Senorita
- 1922 : Tu ne tueras point (The Trap) de Robert Thornby : Thalie
- 1922 : The Altar Stairs de Lambert Hillyer : Parete
- 1923 : Red Lights de Clarence G. Badger
- 1924 : Playthings of Desire de Burton L. King : Renée Grant
- 1924 : Le Voilier de la torture (The Story Without a Name) d'Irvin Willat : Claire
- 1924 : L'Hacienda rouge (A Sainted Devil ) de Joseph Henabery : Doña Florencia
- 1925 : The Lost Chord de Wilfred Noy : Pauline Zara

## Sources
- (en) Cet article est partiellement ou en totalité issu de l’article de Wikipédia en anglais intitulé « Dagmar Godowsky » (voir la liste des auteurs).